# 海恩湖
51°10′12.13″N 12°28′0.87″E / 51.1700361°N 12.4669083°E

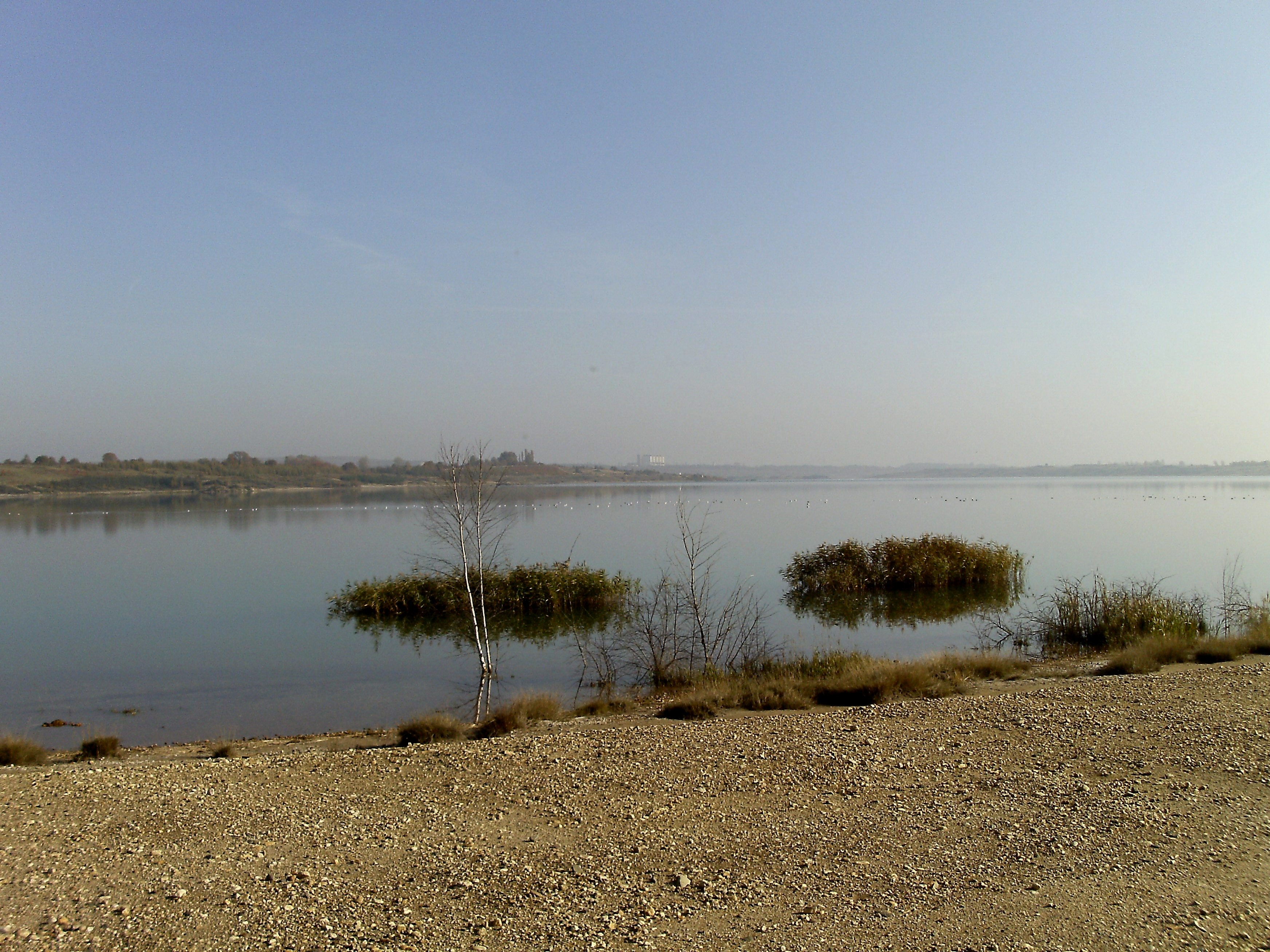

海恩湖（德語：Hainer See），是德國的湖泊，位於該國東部，由薩克森自由州負責管轄，面積5.5平方公里，海拔高度126米，平均水深18米，最大水深49米，湖岸線長度15公里，水體容量7,300萬立方米。